# 大泉町立西小学校
大泉町立西小学校（おおいずみちょうりつ にししょうがっこう）は、群馬県邑楽郡大泉町大字古氷にある公立小学校。

## 沿革
- 1971年（昭和46年）
  - 4月1日 - 大泉町立南小学校区より分離し、開校。ただし、校舎完成まで南小にて教育活動を行う。
  - 6月11日 - 建築工事地鎮祭を挙行。
  - 12月13日 - 新町自衛隊が来校し、校庭を整地。
- 1972年（昭和47年）
  - 4月19日 - 竣工式典挙行。
  - 11月11日 - 中庭造園工事着工。
- 1973年（昭和48年）8月3日 - プール竣工式典挙行。
- 1974年（昭和49年）
  - 3月6日 - 体育館竣工式典挙行。
  - 3月22日 - 校歌発表会開催。
- 1975年（昭和50年）6月15日 - 校庭緑化推進始まる
- 1976年（昭和51年）8月31日 - プレハブ校舎（3教室）完成。
- 1978年（昭和53年）
  - 2月8日 - 校舎増築（普通教室10・特別教室1）工事地鎮祭挙行。
  - 8月26日 - 増築校舎竣工式典挙行。
- 1980年（昭和55年）10月21日 - 夜間照明5基設置。
- 1981年（昭和56年）8月27日 - 視聴覚教育機器システム整備。
- 1982年（昭和57年）9月15日 - 防球ネット完成。
- 1983年（昭和58年）
  - 8月17日 - 体育館外壁塗装工事。
  - 9月12日 - 防球ネット拡張工事完成。
- 1984年（昭和59年）
  - 1月3日 - 校庭整地工事開始。
  - 6月21日 - サブプール完成。
- 1985年（昭和60年）5月2日 - 開校15周年記念航空写真撮影。
- 1987年（昭和62年）7月25日 - 教室棟改修改装工事、給食室拡張工事、体育館東側渡廊下工事、職員室、図書室、保健室、玄関改修工事。
- 1988年（昭和63年）9月15日 - 校庭拡張整備工事。
- 1990年（平成2年）
  - 2月28日 - 屋内運動場完成。
  - 10月1日 - 外国人子女教育のための日本語学級開設。
- 1992年（平成4年）2月28日 - 前校舎（1年棟）4教室増築完成。
- 1995年（平成7年）
  - 3月29日 - 職員室、校長室冷房機設置工事着工。
  - 5月11日 - 開校25周年記念航空写真撮影。
  - 11月4日 - 開校25周年記念式典挙行。
- 1996年（平成8年）2月9日 - 開校25周年記念「古沢巌コンサート」開催。
- 1997年（平成9年）7月22日 - コンピュータ室等改修工事着工。
- 1998年（平成10年）
  - 4月8日 - ジャングルジム、ブランコ改修。
  - 9月28日 - 裏校舎3階西端トイレを会議室及び教材室に改修。
- 1999年（平成11年）
  - 5月 - 管理棟、児童玄関通路屋上雨漏り防止工事。小プール循環濾過タンク改修工事。
  - 7月13日 - 交通少年団結成発会式開催。
  - 8月 - 校長室内装工事。
  - 9月 - 裏校舎3階ベランダ補修工事。
- 2000年（平成12年）
  - 2月 - 管理棟1階トイレ漏水防止工事。
  - 7月28日 - 裏校舎普通教室内装改修工事開始。
  - 11月13日 - 開校30周年記念式典挙行。
- 2001年（平成13年）8月10日 - コンピューター室および校内LAN等改修工事着工。
- 2002年（平成14年）
  - 4月23日 - 子ども読書の日、コンピューター図書貸し出しシステム稼動。
  - 4月25日 - 西小読み聞かせグループ「かたかごの会」発足。
- 2003年（平成15年）
  - 7月22日 - 1年生棟トイレ改修工事開始。
  - 11月 - ほっとルーム開設及び指導研修。
- 2004年（平成16年）4月 - この年度から、2学期制が始まる。
- 2005年（平成17年）6月 - 教室エアコン設置工事完了。
- 2006年（平成18年）4月 - 環境教育開始。
- 2007年（平成19年）2月 - 防砂ネット、防球ネット設置。
- 2010年（平成22年）12月10日 - 開校40周年合唱発表会開催。
- 2012年（平成24年）8月 - 低鉄棒新設。
- 2015年（平成27年） - 普通教室棟耐震化補強工事及び裏校舎避難用屋外階段工事完了。
- 2016年（平成28年） - 管理棟相談室・北校舎3階日本語学級工事。
- 2017年（平成29年） - 北校舎1・2階床材補修工事。
- 2018年（平成30年） - 校舎・西児童館第3学童棟建設工事。
- 2020年（令和2年） - 開校50周年記念航空写真撮影。

## 学区
- 群馬県邑楽郡大泉町[1]
  - いずみ2丁目
  - 仙石の一部
  - 坂田2丁目 - 7丁目
  - 古氷
  - 寄木戸

## 交通
- 東武鉄道小泉線西小泉駅から、徒歩約1.4km・約21分。
- 西小泉駅（西小泉駅バスターミナル）から、『高齢者等デマンド交通「ほほえみ」』が学校付近で乗降できるが、大泉町内在住の65歳以上の高齢者と、それ以外の条件を満たす町民しか利用できない。なお、学校周辺には、一般の乗客が利用できる路線バスやコミュニティバスは運行されていない。

## 周辺
- 大泉坂田郵便局
- 坂田西公民館
- 群馬県道142号綿貫篠塚線

## 進学先中学校
- 大泉町立西中学校[1]

## 著名な卒業生
- 紫吹淳（元宝塚歌劇団・女優）